# Dezna
Dezna is een Roemeense gemeente in het district Arad.
Dezna telt 1372 inwoners.